# Salari d'un dòlar

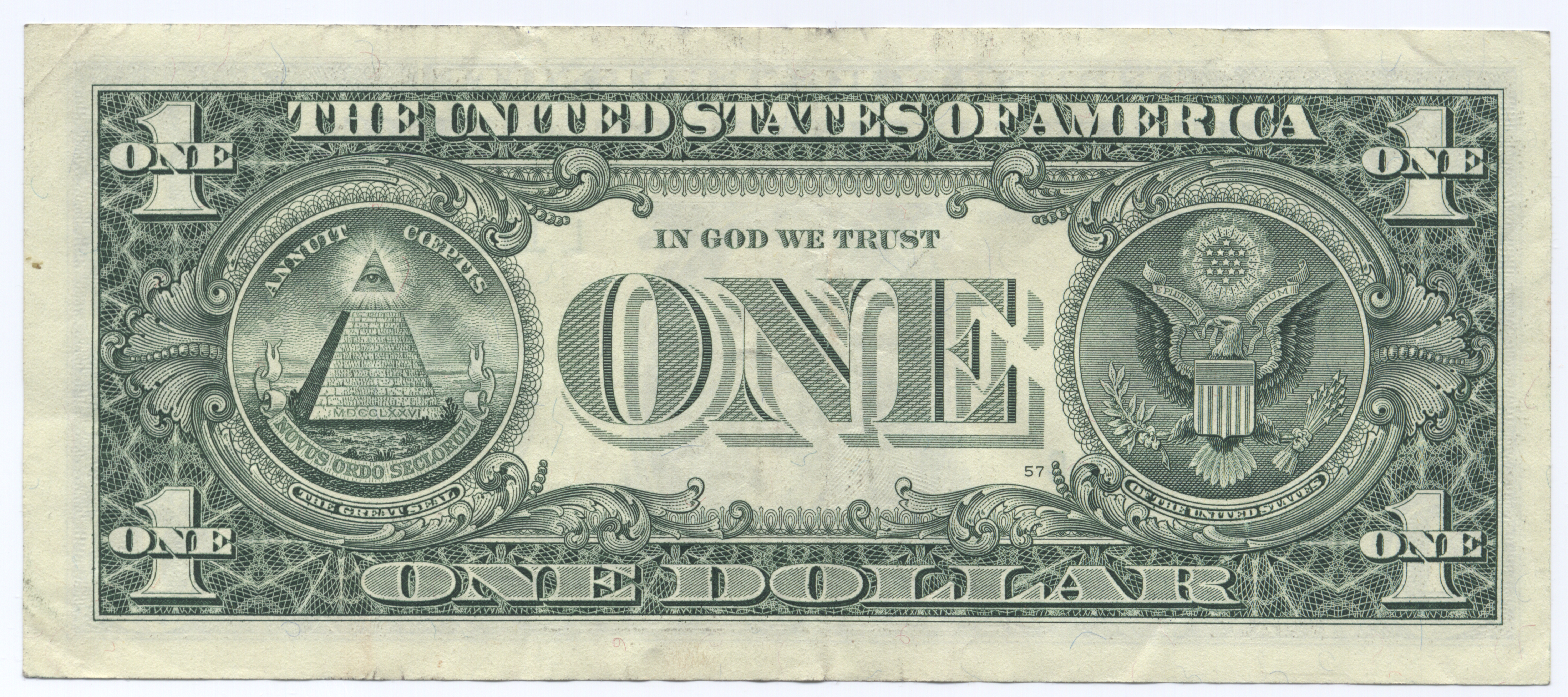
Revers del bitllet d'un dòlar estatunidenc

Diversos alts executius de grans empreses reben un salari d'un dòlar. En lloc d'un salari, els executius reben opcions sobre accions.
El primer executiu per rebre $1 de sou va ser Lee Iacocca com a president de Chrysler el 1978, com a part d'un moviment de reducció de costos.
Aquest enfocament d'impacte fiscal personal, perquè tot i concessió d'accions i opcions es graven en les taxes dels ingressos federals (en general al voltant del 15%), que estan exempts d'impostos sobre la nòmina (en general al voltant del 35%) que s'utilitza per finançar la Seguretat Social i Medicare.
Els executius sostenen que la remuneració a través d'accions en comptes de la gestió del rendiment salarial crea llaços amb els seus beneficis financers.
Se suposa que els preus d'accions es reflecteix el valor real d'una empresa, que reflecteixen els resultats de la gestió de l'empresa. La falla és quan aquest incentiu és a curt termini en lloc de plantejar a llarg termini.

## Homes d'un dòlar a l'any
Els "homes d'un dòlar a l'any" eren executius de negocis que va ajudar el govern a impulsar l'economia nacional dels EUA durant els períodes de guerra, especialment durant la Primera Guerra Mundial. La llei prohibeix que el govern de l'acceptació de serveis gratuïts de ningú. En conseqüència, els homes capaços que efectivament donaven els seus serveis com a voluntari, però rebien un salari nominal. Típicament, aquests individus se'ls paga un dòlar a l'any pel seu treball. Per exemple, el governador de Massachusetts Alvan T. Fuller.

## Assalariats d'un sol digit
Les següents persones estan actualment a la llista amb un sol dígit al salari:
- Steve Jobs (Apple)
- Jerry Yang (Yahoo!)[1]
- Sergey Brin (Google)[2]
- Larry Page (Google)[2]
- Eric Schmidt (Google)[2]
- Arnold Schwarzenegger
- Michael Bloomberg (alcalde de Nova York)
- Henry Samueli (Broadcom Corporation)[3]
- Richard Kinder (Kinder Morgan)
- James Li (Syntax-Brillian)
- Sehat Sutardja (Marvell Technology Group)[4]
- Pantas Sutardja (Marvell Technology Group)[4]
- John Mackey (Whole Foods Market),, un cas inusual en el qual no pren cap manera alternativa d'indemnització, ja sigui, el 2007, Mackey escriure: "He arribat a un lloc en la meva vida en què ja no vull treballar pels diners, però simplement per l'alegria de l'obra en si i per respondre millor a la crida al servei que em sento tan clarament en el meu propi cor."[5]